# Unterseeboot UB-45
Pour les autres navires du même nom, voir Unterseeboot 45.
L'Unterseeboot UB-45 est un sous-marin (U-Boot) allemand de type UB II utilisé par la Kaiserliche Marine pendant la Première Guerre mondiale. L'UB-45 opéra en mer Méditerranée et en mer Noire, et il fut coulé par une mine en novembre 1916.
L'UB-45 a été commandé en juillet 1915 au chantier naval AG Weser à Brême et a été mis en chantier en septembre. Faisant partie d’un groupe de six sous-marins sélectionnés pour servir en Méditerranée, l'UB-45 a été découpé en sections de la taille d’un wagon et expédié à Pola où il a été assemblé, puis lancé et mis en service en mai 1916.
En cinq patrouilles au cours de ses six mois de carrière, l'UB-45 a coulé quatre navires totalisant 15361 tonneaux de jauge brute (TJB). Au début de novembre 1916, l'UB-45 quittait la base de Varna (Bulgarie) lorsqu’il a heurté une mine et a coulé rapidement. Quinze des vingt hommes à bord furent tués dans le naufrage. L’un des cinq membres d’équipage sauvés est décédé plus tard de ses blessures. L’épave de l'UB-45 a été localisée et renflouée par la marine bulgare dans les années 1930 en vue de reconstruire le sous-marin. Les ingénieurs d’AG Weser ont déterminé que la réparation du sous-marin était faisable, mais cela n’a jamais été fait. Les restes humains récupérés dans l’épave ont été enterrés à Varna en novembre 1938, après une procession funèbre à travers la ville.

## Conception
La conception de l’UB II était une amélioration des sous-marins type UB I, qui avaient été commandés en septembre 1914. En service, les UB I se sont avérés trop petits et trop lents. Un problème majeur était leur unique ensemble moteur / arbre d'hélice. Si l’un des composants tombait en panne, le sous-marin devenait presque totalement désemparé. Pour rectifier ce défaut, les UB II étaient équipés de deux moteurs et de deux arbres d’hélice (un moteur pour chaque arbre), ce qui augmentait également la vitesse de pointe du sous-marin. La nouvelle conception comprenait également des batteries plus puissantes, des tubes lance-torpilles plus grands et un canon de pont. Les UB II pouvaient également transporter deux fois plus de torpilles que leurs prédécesseurs les UB I, et près de dix fois plus de carburant. Pour contenir tous ces changements, la coque était plus grande et le déplacement en surface et en immersion était plus du double de celui des UB I.
L'UB-45 mesurait 36,90 mètres de long et 4,37 mètres de large. Il avait une seule coque avec des réservoirs de ballast et un tirant d'eau de 3,68 mètres en surface. Son déplacement était de 305 tonnes en immersion, mais seulement 272 tonnes en surface.
Le sous-marin était équipé de deux moteurs Diesel Daimler et de deux moteurs électriques, respectivement pour la navigation en surface et en immersion, qui entraînaient chacun un arbre d’hélice. L'UB-45 avait une vitesse allant jusqu’à 8,82 nœuds (16,33 km/h) en surface et 6,22 nœuds (11,52 km/h) en immersion. Le sous-marin pouvait transporter jusqu’à 27 tonnes de carburant, ce qui lui donnait une autonomie de 6940 milles marins (12850 km) à 5 nœuds (9,3 km/h). Ses moteurs électriques et ses batteries lui donnaient une autonomie de 45 milles marins (83 km) à 4 nœuds (7,4 km/h) en immersion.
L'UB-45 était armé de deux tubes lance-torpilles de 50 centimètres dans la proue et pouvait transporter un complément de quatre torpilles. Le sous-marin était également armé d’un canon de pont SK L/30 de 88 mm.

## Carrière
La marine impériale allemande commanda l'UB-45 à AG Weser le 31 juillet 1915 dans le lot des six bateaux UB II numérotés de UB-42 à UB-47.
L'UB-45 a été mis en chantier par AG Weser le 3 septembre 1915 à son chantier naval de Brême. En tant que l’un des six sous-marins allemands sélectionnés pendant leur construction pour servir en Méditerranée, l'UB-45 a été découpé en sections de la taille d’un wagon et expédié par voie ferrée vers le port austro-hongrois de Pola,. Les ouvriers du chantier naval AG Weser assemblèrent le bateau et ses cinq sister-ships à Pola, où il fut lancé le 12 mai 1916.
L'UB-45 a été mis en service dans la marine impériale allemande le 26 mai 1916 sous le commandement de l'Oberleutnant zur See Karl Palis. L'UB-45 était le deuxième sous-marin que commandait Palis. Il est affecté à la flottille de Pola (allemand : Deutsche U-Halbflotille Pola). Bien que la flottille soit basée à Pola, la principale base navale austro-hongroise, les bateaux de la flottille opéraient à partir de la base austro-hongroise de Cattaro, située plus au sud et plus près de la Méditerranée. Les sous-marins allemands ne retournaient généralement à Pola que pour des réparations.
Le premier succès de l'UB-45 eut lieu à la mi-juillet, lorsqu’il coula deux vapeurs en trois jours. Le premier, le Virginia, a été coulé le 16 juillet alors qu’il transportait du sel destiné à Calcutta. Deux hommes à bord du navire britannique de 4279 tonneaux de jauge brute ont été perdus lorsqu’il a coulé à 42 milles marins (78 km) au large du cap Matapan. Deux jours plus tard, le navire français Ville de Rouen a été coulé à 120 milles marins (220 km) au sud-ouest du cap Matapan. La Ville de Rouen, avec ses 4721 TJB, sera le plus grand navire victime de l’UB-45.
La conquête de la Roumanie par l’Allemagne a fourni à la marine impériale allemande suffisamment de mazout pour que ses sous-marins puissent opérer en mer Noire. L'UB-45 et trois de ses navires jumeaux de la flottille de Pola reçurent l’ordre de se rendre à Constantinople. En route, ils durent naviguer à travers les Dardanelles, qui avaient été lourdement minées par les Alliés au milieu de l’année 1916. L'UB-45 rejoignit la flottille de Constantinople (allemand : U-boote der Mittelmeerdivision in Konstantinopal) le 12 août.
Les sous-marins allemands en mer Noire n’accomplirent pas grand-chose, ne coulant que six navires entre août et la fin de l’année. L'UB-45 en a coulé deux. Le 31 août, l'UB-45 coula le vapeur italien Tevere, de 2660 tonneaux de jauge brute, au large de Poti. Le Tevere avait été réquisitionné par la marine impériale russe et était utilisé à l’époque comme navire de transport. Deux jours plus tard, le sous-marin allemand torpilla le Gioconda, un autre transport russe, à 45 milles nautiques (83 km) au large de Trabzon. Le Gioconda a été le dernier navire coulé par l'UB-45.
Le 6 novembre 1916 à 14 h 30, l'UB-45 quittait Varna (Bulgarie), escorté par le torpilleur bulgare Strogi qui s’était frayé un chemin à travers les mines russes. Parvenu à ce que l’on pensait être la fin du champ de mines, l'UB-45 contourna le côté bâbord du Strogi, mais il tomba directement dans un deuxième champ de mines qui avait été posé par les forces russes la nuit précédente. Une mine à ergots Hertz explosa entre le central opérations et la salle des machines de l'UB-45 avec suffisamment de force pour briser le bateau en deux. L'UB-45 coule si rapidement que les seuls survivants sont trois hommes qui se trouvaient alors sur le kiosque et deux autres qui se trouvaient sur le pont. Tous sont blessés. Les quinze autres hommes à bord périrent dans l’explosion. L’un des survivants est décédé le lendemain de ses graves blessures.
En 1932, la marine bulgare a conçu un plan pour rechercher l’épave de l'UB-45 dans le but de la restaurer en tant que navire-école ou, au moins, de récupérer le canon de pont de 8,8 centimètres du sous-marin coulé. Un objectif supplémentaire était la récupération des restes de l’équipage de l'UB-45. Le 19 juillet 1934, après deux ans de recherches, les dragueurs de mines bulgares ont découvert l’emplacement de l’épave, qui reposait à la position 43° 12′ N, 28° 09′ E, près de la frontière bulgaro-roumaine de l’époque. L’épave de l’UB-45 a été renflouée lors d’une opération qui a coûté beaucoup moins cher que le coût d’un nouveau canon de 8,8 centimètres. Les restes humains récupérés ont été enterrés le 26 février 1936 dans un cimetière de Varna, après une procession à travers la ville.
Les ingénieurs d’AG Weser, le constructeur allemand de l’UB-45, ont inspecté la carcasse et ont déterminé que la réparation de l’épave était réalisable. Une remise en état de fonctionnement du sous-marin, en tant que navire-école ou opérationnel, coûterait 21 millions de leva (environ 250 000 dollars de 1936), nettement moins que les 56 à 65 millions de leva (680 000 à 790 000 dollars) que coûterait un nouveau sous-marin de taille comparable. En fin de compte, la marine bulgare a choisi de commander de nouveaux sous-marins à l’Allemagne plutôt que de réparer l'UB-45. Le canon de pont de l'UB-45 a cependant été réutilisé, et l’un des moteurs Diesel du sous-marin allemand a été remis en état de fonctionnement et utilisé sur le navire-école Assen.

## Affectations
- Flottille de Pola : du 26 mai au 12 août 1916
- Flottille de Constantinople : du 12 août au 6 novembre 1916

## Commandants
- Kptlt. Karl Palis[1] : du 26 mai au 6 novembre 1916

## Navires coulés
| Date             | Nom            | Nationalité            | Tonnage | Destin |
| ---------------- | -------------- | ---------------------- | ------- | ------ |
| 16 juillet 1916  | Virginia       | United Kingdom         | 4279    | Coulé  |
| 18 juillet 1916  | Ville De Rouen | France                 | 4721    | Coulé  |
| 31 août 1916     | Tevere         | Regia Marina           | 2660    | Coulé  |
| 2 septembre 1916 | Gioconda       | Marine impériale russe | 3701    | Coulé  |